# زاوية سيدي أبي الحسن اللخمي
زاوية سيدي أبي الحسن اللخمي هي واحدة من أقدم و أهم مقامات مدينة صفاقس العتيقة الموجودة خارج الأسوار.

## تاريخها
حسب النقيشة الموجودة أعلى قاعة الضريح, بنيت الزاوية في القرن 17 ميلادي خلال فترة حكم المراديين.
, ستة قرون بعد وفاة سيدي أبا الحسن اللخمي الذي فارق الحياة سنة 1085 ميلادي (478 هجري). دفن هذا الأخير في بادئ الأمر في مقبرة صفاقس القديمة (التي تعد أقدم مقابر المدينة).
مع الوقت, اكتسب مكانة دينية مهمة و صار وجهة للسكان المحليين و من المدن المجاورة للصلاة و التبرك. ظل المقام يستقبل الزوار قرونا إلى حين الثورة التونسية سنة 2011 تاريخ إغلاقه للعامة.

## موقعها
يقع المقام خارج أسوار المدينة العتيقة بالجهة الشمالية بالقرب من باب الجبلي و حذو جامع اللخمي.

## هندستها
قبل بناء جامع اللخمي (أو الجامع الجديد), كان دخول الزاوية يتم عبر مدخل صغير قبالة باب الجبلي يفتح على بهو صغير. يوجد بهذا البهو رواقان: الأول شرقي يرتكز على عمود واحد , يفضي على دورة مياه, ميضاة و بئر بالجزء المغطى منه. أما الثاني فهو غربي مزدوج ذو ممرين مغطيين و يفضي إلى غرفة صغيرة مستطيلة.
باب قاعة الضريح خشبي بمصراعين و ذو ساكف مستقيم. إطاره من الكذال المزخرف. إضافة إلى هذا, فإننا نجد أعلى الباب و النوافذ شريط منحوت على شكل أسنان مدببة.
قاعة الضريح مستطيلة الشكل تتميز ببصمات الطابع العثماني. يرتكز سقفها على أعمدة حجرية منحوتة ذات تيجان على الطراز الحفصي, , و تتوسطها قبة نصف كروية فوق الضريح مباشرة مما يدل على أن التخطيط الهندسي للزاوية مرتكز على القبر و صاحبه على عكس بقية المباني المماثلة أين يكون الصحن هو المركز. و هذه القبة تتكون من أنابيب فخارية تساعد على تخفيف الوزن العام. و بها حنايا ركنية من الحجارة الجيرية تسمح بالمرور من القاعدة المربعة إلى الجزء الدائري. بعض أقواسها المتجاورة محلات بطبقات مخرمة من الجص.
أما ضريح سيدي أبي الحسن اللخمي فهو مغطى بعوارض خشبية مهذبة و به إطارمن الكذال المزخرف و قوسا حدويا يعتمد على عمودين حجريين. و بجانب قبر سيدي أبي الحسن اللخمي يوجد قبر تلميذه عبد الجبار الفرياني. كما أن بالقاعة قبورا أخرى كقبر بكار الجلولي و الحاج علي التونسي.

## النقيشة
يوجد أعلى المدخل الرئيسي لقاعة الضريح نقيشة مستطيلة الشكل منحوتة على حجر الكذال وردي اللون. زخرفت هذه النقيشة بأبيات شعرية بالخط الكوفي لمدح مراد باي (مما سمح تحديد تاريخ بناء المقام).
"هلال تبدى في علا الأفق ساطع    و أشرق منه الكون كالبرق لامع
أمير كريم على زكى الفضائل     مراد مراد الباي في العز طالع
فأحيى ضريح الحبر علمه ظاهر  أبي الحسن اللخمي يكن له شافع"